# 唐津市立第五中学校
唐津市立第五中学校（からつしりつ だいごちゅうがっこう）は、佐賀県唐津市和多田にある市立中学校。

## 概要
歴史
1949年（昭和24年）唐津市立外町小学校校舎の一部を借用して創立。2019年（平成31年）に創立70周年を迎えた。
校訓
「力 希望 光」
校章
「第五」を表す五重の円と校訓「力・希望・光」を表す三角形を背景にして、中央に「中」の文字を置いている。
校歌
歌詞は3番まであり、各番に校名の「唐津五中」が登場する。また1番には「力」、2番には「希望」、3番には「光」と、歌詞中に校訓が入っている。
通学区域
- 唐津市立東唐津小学校校区（唐津市の後に「東唐津一丁目、東唐津二丁目、東唐津三丁目、東唐津四丁目、松南町」が続く地域）[2]
- 唐津市立外町小学校校区（唐津市の後に「東町、船宮町、元石町、水主町、大石町、十人町、魚屋町、材木町、千代田町、栄町、和多田海士町、和多田百人町、和多田東百人町、和多田先石、和多田南先石、和多田用尺」が続く地域）[2]
- 唐津市立成和小学校校区（唐津市の後に「和多田本村、和多田西山、和多田大土井、和多田天満町一丁目、和多田天満町二丁目、町田四丁目、町田五丁目、長谷」が続く地域）[2]
- 唐津市立高島小学校校区（唐津市の後に「高島」が続く地域）[2]

## 沿革
- 1954年（昭和29年）
  - 4月1日 - 唐津市立第一中学校から分離する形で、「唐津市立第五中学校」（現校名）が創立。
    - 初代校長は浜田英一郎。
    - 当初、外町小学校区と東唐津小学校区を通学区域とし、1年生のみ4学級、221名の生徒を収容。
    - 唐津市立外町小学校校舎の一部を借用した形をとる。

  - 8月 - 校舎第1期工事が完成。
- 1955年（昭和30年）3月 - 校舎第2期工事が完成。
- 1956年（昭和31年）4月 - 校舎第3期工事の完成により、外町小学校校舎の借用を終了し、完全に独立。1年生から3年生まで16学級、780名の生徒を収容。
- 1959年（昭和34年）3月 - 体育館が完成。
- 1968年（昭和43年）6月 - プールが完成。
- 1975年（昭和50年）10月 - 体育部室が完成。
- 1986年（昭和61年）8月 - 鉄筋コンクリート造新校舎が完成。
- 1987年（昭和62年）3月 - 新体育館、新プール、運動場が完成。
- 1991年（平成3年）4月 - 外町小学校から成和小学校が分離・新設されたため、成和小学校区も通学区域となる。通学区域変更により町田4丁目、5丁目を編入。
- 1993年（平成5年）3月 - 運動場を拡張。
- 2004年（平成16年）4月1日 - 唐津市立高島中学校（旧・唐津市立第三中学校）を統合。これにより、高島小学校区も通学区域となる。

## 部活動
- 令和6年４月１日の時点での部活動は以下のとおりである。
- サッカー

## 交通
- 最寄り駅「和多田駅」
- 最寄りバス停「五中前」

## 周辺
- 唐津市立外町小学校